# Kusarigama
Kusarigama (jap. 鎖鎌 kusari-gama; dosł.: łańcuch i sierp (japoński)) – rodzaj broni używany w Japonii. 

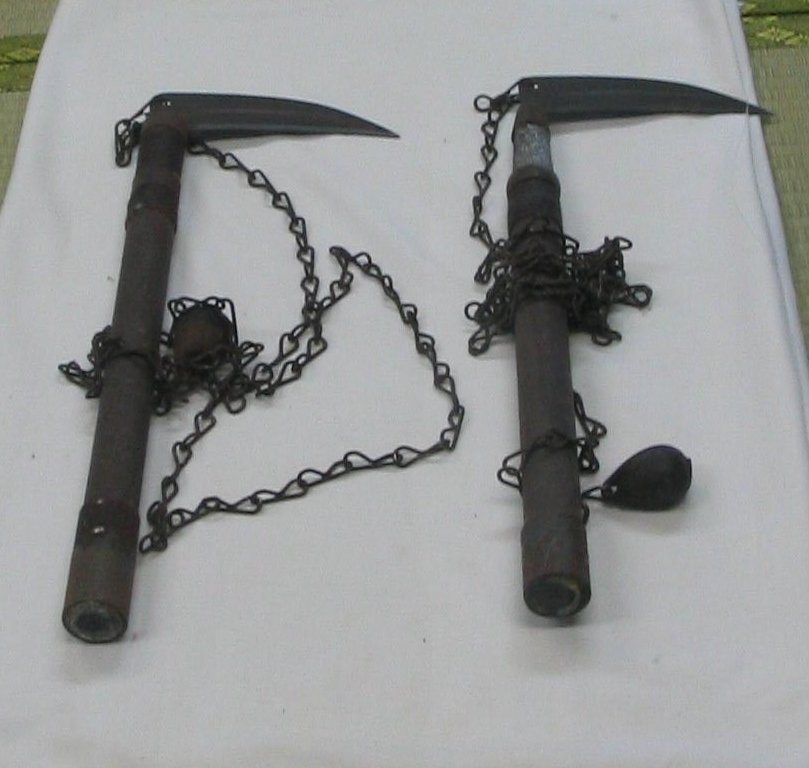
Kusarigama

Był to rodzaj japońskiego sierpa kama z łańcuchem (kusari), na końcu którego znajdował się obciążnik (fundō), który sam w sobie mógł być zastosowany do ogłuszenia przeciwnika, natomiast dzięki łańcuchowi można było ofiarę złapać za szyję lub kończynę i przewrócić, a sierpem dobić. Dzięki niewielkim rozmiarom kusarigama była łatwa do ukrycia.